# Prisindex i producent- och importled
Prisindex i producent- och importled, PPI, är ett index i Sverige som redovisar prisutvecklingen i producent- och importled fördelad på produktgrupper.
Statistiska centralbyrån samlar in och sammanställer cirka 5000 prisuppgifter från ca 2000 företag varje månad för att framställa PPI. Statistikens huvudsakliga användningsområde är för omräkning av nominella belopp till belopp i fasta priser i nationalräkenskaperna, statistik över utrikeshandel och annan ekonomisk statistik. Statistiken används också i konjunkturanalyser samt för att reglera långsiktiga avtal.
Nya indextal publiceras runt den 25:e varje månad på SCB:s webbplats. Prisindexserier med indelning på grova produktgrupper finns beräknade från år 1860.

## Indexets uppbyggnad
De produktgrupper som ingår avser avdelningarna B-E i SPIN 2007.
- B Utvinning av mineral
- C Tillverkning
- D Försörjning av el, gas, värme och kyla
- E Vattenförsörjning

Prisindex beräknas även för avdelning A, Jordbruk, skogsbruk och fiske, men dessa ingår inte i totalindex. 
Prisindex består av fem olika delar:är:
- Hemmamarknadsprisindex(HMPI som avser att mäta prisutvecklingen på svensktillverkade produkter som säljs i Sverige.
- Exportprisindex (EXPI) som avser att mäta prisutvecklingen på svensktillverkade produkter som säljs på export.
- Importprisindex (IMPI) som avser att mäta prisutvecklingen på produkter som förs in i Sverige.
- Producentprisindex (PPI) som avser att mäta prisutveckling på varor tillverkade av svenska företag som säljs på hemmamarknaden eller på exportmarknaden. Priserna mäts i första distributionsledet då produkterna levereras från producenten.
- Prisindex för inhemsk tillgång (ITPI) som avser att mäta prisutvecklingen på varor som säljs i Sverige av producenter eller importörer.